# Acanthodasys lineatus
Acanthodasys lineatus is een buikharige uit de familie Thaumastodermatidae. Het dier komt uit het geslacht Acanthodasys. Acanthodasys lineatus werd in 2000 voor het eerst wetenschappelijk beschreven door Clausen. 